# Celtic Football Club 2008-2009
Questa voce raccoglie le informazioni riguardanti il Celtic Football Club nelle competizioni ufficiali della stagione 2008-2009.

## Stagione
- In Scottish Premier League il Celtic si classifica al 2º posto con 82 punti, dietro ai Rangers e davanti agli Hearts, qualificandosi per i preliminari di Champions League.
- Vince la Scottish League Cup.
- In Champions League si ferma alla fase a gironi.

## Maglie e sponsor
| Casa | Trasferta | Terza Divisa |

## Rosa
| N. |                             | Ruolo | Calciatore                 |
| -- | --------------------------- | ----- | -------------------------- |
| 1  | Polonia (bandiera)          | P     | Artur Boruc                |
| 2  | Germania (bandiera)         | D     | Andreas Hinkel             |
| 3  | Inghilterra (bandiera)      | D     | Lee Naylor                 |
| 4  | Scozia (bandiera)           | D     | Stephen McManus            |
| 5  | Scozia (bandiera)           | D     | Gary Caldwell              |
| 6  | Guinea (bandiera)           | D     | Dianbobo Baldé             |
| 7  | Australia (bandiera)        | A     | Scott McDonald             |
| 8  | Scozia (bandiera)           | C     | Scott Brown (capitano)     |
| 9  | Grecia (bandiera)           | A     | Giōrgos Samaras            |
| 10 | Paesi Bassi (bandiera)      | A     | Jan Vennegoor of Hesselink |
| 11 | Scozia (bandiera)           | C     | Paul Hartley               |
| 12 | Scozia (bandiera)           | D     | Mark Wilson                |
| 13 | Scozia (bandiera)           | A     | Shaun Maloney              |
| 14 | Irlanda del Nord (bandiera) | C     | Niall McGinn               |
| 15 | Rep. Ceca (bandiera)        | D     | Milan Mišůn                |
| 16 | Irlanda (bandiera)          | C     | Willo Flood                |
| 17 | Spagna (bandiera)           | C     | Marc Crosas                |
| 18 | Italia (bandiera)           | C     | Massimo Donati             |
| 19 | Scozia (bandiera)           | C     | Barry Robson               |

| N. |                             | Ruolo | Calciatore               |
| -- | --------------------------- | ----- | ------------------------ |
| 20 | Irlanda del Nord (bandiera) | C     | Paddy McCourt            |
| 21 | Scozia (bandiera)           | P     | Mark Brown               |
| 22 | Paesi Bassi (bandiera)      | D     | Glenn Loovens            |
| 23 | Inghilterra (bandiera)      | A     | Ben Hutchinson           |
| 24 | Camerun (bandiera)          | D     | Jean-Joël Perrier-Doumbé |
| 25 | Giappone (bandiera)         | C     | Shunsuke Nakamura        |
| 26 | Irlanda (bandiera)          | A     | Cillian Sheridan         |
| 29 | Giappone (bandiera)         | C     | Kōki Mizuno              |
| 33 | Nuova Zelanda (bandiera)    | A     | Chris Killen             |
| 41 | Scozia (bandiera)           | D     | John Kennedy             |
| 42 | Nuova Zelanda (bandiera)    | C     | Michael McGlinchey       |
| 46 | Irlanda (bandiera)          | C     | Aiden McGeady            |
| 48 | Irlanda (bandiera)          | D     | Darren O'Dea             |
| 52 | Scozia (bandiera)           | D     | Paul Caddis              |
| 54 | Scozia (bandiera)           | C     | Ryan Conroy              |
| 55 | Scozia (bandiera)           | A     | Paul McGowan             |